# Harbledown and Rough Common
Harbledown and Rough Common – civil parish w Anglii, w Kent, w dystrykcie Canterbury.
W 2011 civil parish liczyła 2174 mieszkańców.